# IBM PC/AT
L'IBM PC/AT, officiellement référencé comme modèle IBM 5170, est l'ordinateur qui a succédé à l'IBM PC/XT en 1984.
Le PC/AT est environ 2,5 fois rapide que le PC/XT grâce au microprocesseur Intel 80286 qui remplace le 8088. Un nouveau bus 16 bits, le bus AT, fut conçu pour la circonstance. Le bus AT acceptait les cartes conçues pour le bus PC, mais pas l'inverse, puisque le nouveau avait davantage de broches.
Le PC/AT avait désormais un lecteur de disquettes 5"¼ de 1,2 Mo (au lieu de 360 ko pour le PC/XT). Il pouvait aussi lire les disquettes 360 ko mais pas les écrire (si on essayait, elles n'étaient pas lisibles sur un lecteur 360 ko).
IBM sortit initialement 2 modèles du PC/AT (AT1 et AT2), puis en 1986 le modèle AT3. En configuration de base, ils se différenciaient par, :
AT1
processeur à 6 MHz, mémoire vive de 256 ko, pas de disque dur
AT2
processeur à 6 MHz, mémoire vive de 512 ko, disque dur de 20 Mo
AT3
processeur à 8 MHz, mémoire vive de 512 ko, disque dur de 30 Mo
On pouvait étendre la mémoire jusqu'à 3 Mo (10,5 Mo pour le AT3), et rajouter un deuxième lecteur de disquettes 1,2 Mo ou 360 Ko (ou un deuxième disque dur de 20 pour les AT2 ou 30 Mo pour les AT3).
Le PC AT3 fut le premier PC (avec le PC XT/286) à être équipé du célèbre clavier M, le clavier 101/102 touches dont la disposition est toujours la norme (les modèles AT1 et AT2 avaient un modèle F 84 touches). Le gain de performances du PC AT devait davantage au vrai 16 bits qu'à l'augmentation de fréquence. Dans son laboratoire de Boca Raton, IBM se livra à une première de surfréquençage et arriva à le faire fonctionner en 19 MHz sous condition de remplacer les ROM du BIOS par des RAM (plus rapides, et pouvant donc arriver à suivre la cadence), et de changer totalement son système de refroidissement. Cet essai juste destiné à trouver les limites de la technologie de l'époque, et donc à estimer les marges de sécurité, n'eut pas de suite commerciale.
La machine fut jugée suffisamment puissante — selon les critères de l'époque — pour être interdite à l'exportation vers les pays de l'Est, alors sous embargo technologique (COCOM). IBM en refusa aussi pendant deux ans la vente à prix réduit au personnel, arguant qu'un particulier ne pouvait pas avoir besoin d'une telle puissance ni d'une telle capacité disque (30 Mo), qui la destinaient plutôt aux petites et moyennes entreprises.

## Référence
- Cet article est partiellement ou en totalité issu de l'article intitulé « IBM PC » (voir la liste des auteurs).

1. ↑  Bus AT, il s'agit d'un bus (16 bits) présent dans les ordinateurs PC/AT
2. 1 2  « Le PC/AT, un IBM sérieux », L'Ordinateur Individuel n° 66,‎ janvier 1985, p. 75-76
3. ↑  « IBM lance son portatif et gonfle ses PC », Science et Vie Micro n° 28,‎ mai 1986, p. 12
4. ↑  « IBM Tout sur les nouveaux modèles », Science et Vie Micro n° 29,‎ juin 1986, p. 46-50